# Cactus, Texas
Cactus là một thành phố thuộc quận Moore, tiểu bang Texas, Hoa Kỳ. Năm 2010, dân số của xã này là 3179 người.

## Dân số
- Dân số năm 2000: 2538 người.
- Dân số năm 2010: 3179 người.